# Campeonato Europeu de Patinação Artística no Gelo de 2013
O Campeonato Europeu de Patinação Artística no Gelo de 2013 foi a centésima quinta edição do Campeonato Europeu de Patinação Artística no Gelo, um evento anual de patinação artística no gelo organizado pela União Internacional de Patinação (em inglês:  International Skating Union) onde os patinadores artísticos competem pelo título de campeão europeu. A competição foi disputada entre os dias 23 de janeiro e 27 de janeiro, na cidade de Zagreb, Croácia.

## Eventos
- Individual masculino
- Individual feminino
- Duplas
- Dança no gelo

## Medalhistas
| Evento                        | Ouro                                         | Prata                                        | Bronze                                    |
| Individual masculino detalhes | Javier Fernández · Espanha                   | Florent Amodio · França                      | Michal Březina · República Tcheca         |
| Individual feminino detalhes  | Carolina Kostner · Itália                    | Adelina Sotnikova · Rússia                   | Elizaveta Tuktamysheva · Rússia           |
| Duplas detalhes               | Tatiana Volosozhar · Maxim Trankov · Rússia  | Aliona Savchenko · Robin Szolkowy · Alemanha | Stefania Berton · Ondřej Hotárek · Itália |
| Dança no gelo detalhes        | Ekaterina Bobrova · Dmitri Soloviev · Rússia | Elena Ilinykh · Nikita Katsalapov · Rússia   | Anna Cappellini · Luca Lanotte · Itália   |

## Resultados

### Individual masculino
| Medalha de ouro                                       | Javier Fernández         | Espanha          | 274.87 | 88.80 (2)  | 186.07 (1)  |
| Medalha de prata                                      | Florent Amodio           | França           | 250.53 | 89.82 (1)  | 160.71 (3)  |
| Medalha de bronze                                     | Michal Březina           | República Tcheca | 243.52 | 79.84 (4)  | 163.68 (2)  |
| 4                                                     | Brian Joubert            | França           | 232.47 | 83.93 (3)  | 148.54 (5)  |
| 5                                                     | Maxim Kovtun             | Rússia           | 226.57 | 74.46 (7)  | 152.11 (4)  |
| 6                                                     | Alexander Majorov        | Suécia           | 211.88 | 74.29 (8)  | 137.59 (6)  |
| 7                                                     | Sergei Voronov           | Rússia           | 210.18 | 78.38 (5)  | 131.80 (7)  |
| 8                                                     | Viktor Pfeifer           | Áustria          | 194.77 | 67.34 (10) | 127.43 (9)  |
| 9                                                     | Chafik Besseghier        | França           | 189.67 | 66.93 (11) | 122.74 (10) |
| 10                                                    | Peter Liebers            | Alemanha         | 187.96 | 56.67 (17) | 131.29 (8)  |
| 11                                                    | Tomas Verner             | República Tcheca | 177.41 | 68.99 (9)  | 108.42 (19) |
| 12                                                    | Kim Lucine               | Mônaco           | 175.61 | 63.27 (12) | 112.34 (16) |
| 13                                                    | Pavel Ignatenko          | Bielorrússia     | 171.18 | 58.38 (14) | 112.80 (15) |
| 14                                                    | Alexei Bychenko          | Israel           | 171.12 | 56.42 (18) | 114.70 (12) |
| 15                                                    | Yakov Godorozha          | Ucrânia          | 170.29 | 57.44 (15) | 112.85 (14) |
| 16                                                    | Javier Raya              | Espanha          | 169.58 | 54.21 (19) | 115.37 (11) |
| 17                                                    | Viktor Romanenkov        | Estônia          | 167.98 | 59.66 (13) | 108.32 (20) |
| 18                                                    | Zoltan Kelemen           | Romênia          | 167.33 | 57.44 (16) | 109.89 (18) |
| 19                                                    | Maciej Cieplucha         | Polônia          | 167.29 | 52.84 (23) | 114.45 (13) |
| 20                                                    | Stephane Walker          | Suíça            | 163.11 | 50.93 (24) | 112.18 (17) |
| 21                                                    | Justus Strid             | Dinamarca        | 160.08 | 53.14 (22) | 106.94 (21) |
| 22                                                    | Manol Atanassov          | Bulgária         | 133.21 | 53.58 (21) | 79.63 (22)  |
| WD                                                    | Pavel Kaska              | República Tcheca | —      | 53.76 (20) | — (WD)      |
| Não avançaram para a patinação livre / programa longo |                          |                  |        |            |             |
| 24                                                    | Paolo Bacchini           | Itália           | —      | 50.68 (25) |             |
| 25                                                    | Valtter Virtanen         | Finlândia        | —      | 48.41 (26) |             |
| 26                                                    | Harry Mattick            | Reino Unido      | —      | 48.08 (27) |             |
| 27                                                    | Saulius Ambrulevicius    | Lituânia         | —      | 43.85 (28) |             |
| 28                                                    | Ali Demirboga            | Turquia          | —      | 43.47 (29) |             |
| 29                                                    | Paul Bonifacio Parkinson | Itália           | —      | 40.35 (30) |             |
| WD                                                    | Evgeni Plushenko         | Rússia           | —      | 74.82 (6)  |             |

### Individual feminino
| Medalha de ouro                                       | Carolina Kostner              | Itália           | 194.71 | 64.19 (2)  | 130.52 (2) |
| Medalha de prata                                      | Adelina Sotnikova             | Rússia           | 193.99 | 67.61 (1)  | 126.38 (3) |
| Medalha de bronze                                     | Elizaveta Tuktamysheva        | Rússia           | 188.85 | 57.18 (4)  | 131.67 (1) |
| 4                                                     | Valentina Marchei             | Itália           | 171.06 | 58.22 (3)  | 112.84 (4) |
| 5                                                     | Viktoria Helgesson            | Suécia           | 155.72 | 54.77 (6)  | 100.95 (7) |
| 6                                                     | Nikol Gosviani                | Rússia           | 154.41 | 50.92 (12) | 103.49 (5) |
| 7                                                     | Sonia Lafuente                | Espanha          | 152.29 | 51.07 (11) | 101.22 (6) |
| 8                                                     | Joshi Helgesson               | Suécia           | 150.40 | 55.04 (5)  | 95.36 (9)  |
| 9                                                     | Nathalie Weinzierl            | Alemanha         | 147.52 | 52.28 (8)  | 95.24 (10) |
| 10                                                    | Maé Bérénice Méité            | França           | 147.14 | 50.79 (13) | 96.35 (8)  |
| 11                                                    | Lénaëlle Gilleron-Gorry       | França           | 143.74 | 53.32 (7)  | 90.42 (14) |
| 12                                                    | Kerstin Frank                 | Áustria          | 143.56 | 49.60 (15) | 93.96 (12) |
| 13                                                    | Elena Glebova                 | Estônia          | 143.45 | 51.90 (9)  | 91.55 (13) |
| 14                                                    | Elene Gedevanishvili          | Geórgia          | 142.71 | 48.75 (16) | 93.96 (11) |
| 15                                                    | Monika Simančíková            | Eslováquia       | 137.47 | 50.27 (14) | 87.20 (15) |
| 16                                                    | Anita Madsen                  | Dinamarca        | 133.35 | 47.97 (17) | 85.38 (16) |
| 17                                                    | Juulia Turkkila               | Finlândia        | 130.79 | 51.47 (10) | 79.32 (21) |
| 18                                                    | Kaat Van Daele                | Bélgica          | 130.00 | 47.18 (18) | 82.82 (18) |
| 19                                                    | Natalia Popova                | Ucrânia          | 128.54 | 45.60 (24) | 82.94 (17) |
| 20                                                    | Tina Stuerzinger              | Suíça            | 128.38 | 45.73 (22) | 82.65 (19) |
| 21                                                    | Jenna McCorkell               | Reino Unido      | 126.98 | 47.17 (19) | 79.81 (20) |
| 22                                                    | Anne Line Gjersem             | Noruega          | 124.48 | 45.72 (23) | 78.76 (22) |
| 23                                                    | Sila Saygi                    | Turquia          | 119.27 | 46.17 (21) | 73.10 (23) |
| 24                                                    | Fleur Maxwell                 | Luxemburgo       | 113.01 | 46.66 (20) | 66.35 (24) |
| Não avançaram para a patinação livre / programa longo |                               |                  |        |            |            |
| 25                                                    | Anna Afonkina                 | Bulgária         | —      | 44.89 (25) |            |
| 26                                                    | Alina Fjodorova               | Letônia          | —      | 44.87 (26) |            |
| 27                                                    | Roberta Rodeghiero            | Itália           | —      | 44.71 (27) |            |
| 28                                                    | Patricia Gleščič              | Eslovênia        | —      | 43.36 (28) |            |
| 29                                                    | Alisa Mikonsaari              | Finlândia        | —      | 41.34 (29) |            |
| 30                                                    | Eliška Březinová              | República Tcheca | —      | 40.98 (30) |            |
| 31                                                    | Inga Janulevičiūtė            | Lituânia         | —      | 35.53 (31) |            |
| 32                                                    | Michelle Couwenberg           | Países Baixos    | —      | 35.28 (32) |            |
| 33                                                    | Isabella Schuster-Velissariou | Grécia           | —      | 35.09 (33) |            |
| 34                                                    | Sabina Mariuta                | Romênia          | —      | 33.89 (34) |            |
| 35                                                    | Mirna Libric                  | Croácia          | —      | 33.73 (35) |            |
| 36                                                    | Kristina Zakharanka           | Bielorrússia     | —      | 31.73 (36) |            |

### Duplas
| Pos.              | Nome                                    | Nacionalidade | Pontos | PC         | PL         |
| ----------------- | --------------------------------------- | ------------- | ------ | ---------- | ---------- |
| Medalha de ouro   | Tatiana Volosozhar / Maxim Trankov      | Rússia        | 212.45 | 73.23 (1)  | 139.22 (1) |
| Medalha de prata  | Aliona Savchenko / Robin Szolkowy       | Alemanha      | 205.24 | 70.21 (2)  | 135.03 (2) |
| Medalha de bronze | Stefania Berton / Ondřej Hotárek        | Itália        | 187.45 | 64.28 (3)  | 123.17 (3) |
| 4                 | Vanessa James / Morgan Ciprès           | França        | 178.81 | 59.27 (4)  | 119.54 (4) |
| 5                 | Yuko Kavaguti / Alexander Smirnov       | Rússia        | 175.48 | 56.20 (5)  | 119.28 (5) |
| 6                 | Ksenia Stolbova / Fedor Klimov          | Rússia        | 167.23 | 53.70 (8)  | 113.53 (6) |
| 7                 | Daria Popova / Bruno Massot             | França        | 157.12 | 53.75 (7)  | 103.37 (7) |
| 8                 | Mari Vartmann / Aaron Van Cleave        | Alemanha      | 141.79 | 55.14 (6)  | 86.65 (10) |
| 9                 | Nicole Della Monica / Matteo Guarise    | Itália        | 140.89 | 47.26 (9)  | 93.63 (8)  |
| 10                | Stacey Kemp / David King                | Reino Unido   | 131.51 | 45.39 (10) | 86.12 (11) |
| 11                | Julia Lavrentieva / Yuri Rudyk          | Ucrânia       | 128.79 | 41.66 (11) | 87.13 (9)  |
| 12                | Elizaveta Makarova / Leri Kenchadze     | Bulgária      | 115.96 | 37.15 (13) | 78.81 (12) |
| 13                | Stina Martini / Severin Kiefer          | Áustria       | 112.29 | 39.07 (12) | 73.22 (13) |
| 14                | Maria Paliakova / Nikita Bochkov        | Bielorrússia  | 103.13 | 37.06 (14) | 66.07 (14) |
| 15                | Magdalena Klatka / Radosław Chruściński | Polônia       | 99.65  | 34.73 (15) | 64.92 (15) |

### Dança no gelo
| Medalha de ouro                  | Ekaterina Bobrova / Dmitri Soloviev      | Rússia           | 169.25 | 69.42 (1)  | 99.83 (2)  |
| Medalha de prata                 | Elena Ilinykh / Nikita Katsalapov        | Rússia           | 169.14 | 68.98 (2)  | 100.16 (1) |
| Medalha de bronze                | Anna Cappellini / Luca Lanotte           | Itália           | 165.80 | 66.53 (3)  | 99.27 (3)  |
| 4                                | Ekaterina Riazanova / Ilia Tkachenko     | Rússia           | 155.77 | 64.52 (4)  | 93.25 (4)  |
| 5                                | Penny Coomes / Nicholas Buckland         | Reino Unido      | 152.95 | 60.59 (6)  | 92.39 (5)  |
| 6                                | Nelli Zhiganshina / Alexander Gazsi      | Alemanha         | 147.28 | 60.08 (7)  | 87.20 (6)  |
| 7                                | Julia Zlobina / Alexei Sitnikov          | Azerbaijão       | 144.83 | 60.93 (5)  | 83.90 (10) |
| 8                                | Tanja Kolbe / Stefano Caruso             | Alemanha         | 142.54 | 56.54 (9)  | 86.54 (7)  |
| 9                                | Charlene Guignard / Marco Fabbri         | Itália           | 142.48 | 57.63 (8)  | 84.85 (8)  |
| 10                               | Pernelle Carron / Lloyd Jones            | França           | 140.00 | 55.85 (10) | 84.15 (9)  |
| 11                               | Irina Shtork / Taavi Rand                | Estônia          | 132.90 | 50.51 (14) | 82.39 (11) |
| 12                               | Siobhan Heekin-Canedy / Dmitri Dun       | Ucrânia          | 129.36 | 53.59 (11) | 75.78 (13) |
| 13                               | Alisa Agafanova / Alper Ucar             | Turquia          | 127.59 | 50.79 (12) | 76.80 (12) |
| 14                               | Lucie Myslivečková / Neil Brown          | República Tcheca | 124.62 | 50.52 (13) | 74.10 (15) |
| 15                               | Sara Hurtado / Adrià Díaz                | Espanha          | 124.26 | 49.32 (15) | 74.97 (14) |
| 16                               | Zsuzsanna Nagy / Mate Fejes              | Hungria          | 117.60 | 48.48 (16) | 69.12 (17) |
| 17                               | Federica Testa / Lukas Csolley           | Eslováquia       | 114.62 | 44.83 (19) | 69.79 (16) |
| 18                               | Ramona Elsener / Florian Roost           | Suíça            | 113.29 | 45.09 (17) | 68.20 (18) |
| 19                               | Olesia Karmi / Max Lindholm              | Finlândia        | 110.94 | 44.29 (20) | 66.83 (19) |
| 20                               | Angelina Telegina / Otar Japaridze       | Geórgia          | 107.26 | 44.94 (18) | 62.32 (20) |
| Não avançaram para a dança livre |                                          |                  |        |            |            |
| 21                               | Alexandra Zvorigina / Maciej Bernadowski | Polônia          | —      | 44.25 (21) |            |
| 22                               | Charlotte Aiken / Josh Whidborne         | Reino Unido      | —      | 41.83 (22) |            |
| 23                               | Kira Geil / Tobias Eisenbauer            | Áustria          | —      | 40.88 (23) |            |
| 24                               | Lesia Valadzenkava / Vitali Vakunov      | Bielorrússia     | —      | 36.60 (24) |            |
| 25                               | Sarah Coward / Georgi Kenchadze          | Bulgária         | —      | 34.16 (25) |            |
| WD                               | Allison Reed / Vasili Rogov              | Israel           | —      | — (WD)     |            |

## Quadro de medalhas
| Ordem | País             | Medalha de ouro | Medalha de prata | Medalha de bronze |    | Ordem por total |
| ----- | ---------------- | --------------- | ---------------- | ----------------- | -- | --------------- |
| 1     | Rússia           | 2               | 2                | 1                 | 5  | 1               |
| 2     | Itália           | 1               |                  | 2                 | 3  | 2               |
| 3     | Espanha          | 1               |                  |                   | 1  | 3               |
| 4     | Alemanha         |                 | 1                |                   | 1  | 3               |
| 4     | França           |                 | 1                |                   | 1  | 3               |
| 6     | República Tcheca |                 |                  | 1                 | 1  | 3               |
| TOTAL | TOTAL            | 4               | 4                | 4                 | 12 | —               |